# Solliès-Toucas
Solliès-Toucas é uma comuna francesa na região administrativa da Provença-Alpes-Costa Azul, no departamento de Var. Estende-se por uma área de 30,09 km². Em 2010 a comuna tinha 5 803 habitantes (densidade: 192,9 hab./km²).